# Ісаково (Новосокольницький район)
Ісаково (рос. Исаково) — присілок в Новосокольницькому районі Псковської області Російської Федерації.
Населення становить 42 особи. Входить до складу муніципального утворення Маєвська волость.

## Історія
Від 2015 року входить до складу муніципального утворення Маєвська волость.

## Населення
| 2001 | 2002 | 2010 |
| ---- | ---- | ---- |
| 32   | ↗39  | ↗42  |